# Singapora nigropunctata
Singapora nigropunctata är en insektsart som beskrevs av Mahmood 1967. Singapora nigropunctata ingår i släktet Singapora och familjen dvärgstritar. Inga underarter finns listade i Catalogue of Life.